# Меломан (компания)
«Меломан» — казахстанская компания, в структуры которой входят гипермаркеты «Комфорт», сеть кинотеатров «Арсенал», издательство Meloman Publishing и кино-дистрибьютор Meloman Entertainment.
До 2024 года в холдинг также входила компания «Меломан-Marwin».

## История
В 1987 году братья Игорь и Александр Дериглазовы, увлекаясь музыкой[прояснить], начали записывать кассеты[с чем?] и предоставлять их на реализацию в магазины Усть-Каменогорска. Затем к аудиокассетам добавились видеокассеты, а затем и диски. В 1989 году открылся первый киоск с аудиопродукцией.
В 1996 году компании LG, Samsung, Sony, Indesit стали партнёрами компании, а также был открыт первый магазин по продаже бытовой техники в Усть-Каменогорске под вывеской «М-Техникс».
В 2001 году компанией был выигран контракт на эксклюзивное распространение фильмов в формате видеоносителей компании TriStar Pictures.
В 2003 году компания получила права на дистрибьюцию фильмов в формате видеоносителей кинокомпании Warner Bros. Pictures. Первым релизом стал фильм «Гарри Поттер и Тайная комната».
В 2007 году был подписан контракт с Walt Disney Studios Sony Pictures Releasing на дистрибьюцию фильмов в кинотеатры. Также в этом году была заключена сделка с  компанией Sony Computer Entertainment, о распространения компьютерных игр для игровых консолей PlayStation.
В конце 2024 года состоялась сделка по продаже компании «Меломан-Marwin». Новым владельцем стал казахстанский холдинг «Aqniet Group». В сделку не вошли: кино-дистрибьютор Meloman Entertainment, занимающееся дистрибуцией фильмов в кинотеатрах регионов Кавказа и Центральной Азии, сеть магазинов «Комфорт», а также туристическое направление — под брендом Sunrise.